# Chez Nous (2013)
Chez Nous is een Nederlandse filmkomedie uit 2013. De film is geschreven door Frank Houtappels met bijdrage van Joan Nederlof. De regisseur is Tim Oliehoek. De film is een productie van Burny Bos, een producent die voornamelijke kinder- en familiefilms produceert, en is de eerste film die Bos onder het label Big BosBros uitbrengt. 
De première vond plaats op 2 oktober 2013 op het Nederlands Film Festival en een dag later was de film te zien in de bioscoop.

## Verhaal
Bertie (Alex Klaasen) is een gevoelige jongen. Hij houdt van zang, dans en show, en is groot fan van zangeres Anita Meijer. Zijn ouders heeft hij nooit gekend, omdat zijn vader vertrok voordat hij überhaupt geboren was en zijn moeder te labiel was om voor hem te zorgen. Sinds hij als homo uit de kast kwam, heeft kroegbaas Adje (John Leddy) zich als een vader over Bertie ontfermd. Tegenwoordig treedt hij elke avond op als dragqueen in Adjes café chantant Chez Nous in Amsterdam.
Met barvrouw Babette en stamgasten Peter Jan (advocaat), Gijs (glaskunstenaar) en Rachid (beveiliger) vormen Adje en Bertie een hechte vriendengroep. Voor elk van hen is Chez Nous de thuishaven die ze elders in de maatschappij niet echt kunnen vinden. 
Dan wordt Adje ernstig ziek. Hij vraagt Peter Jan om voor Bertie een steun te zijn en zijn biologische vader Helmer op te sporen. Na Adjes overlijden blijkt dat het café grote schulden had, waardoor het pand gedwongen geveild zal worden. Buurman Berenstein (De Beer), die een hippe discotheek heeft, ziet dat wel zitten. Hij aast al jaren op het pand van Chez Nous om zo zijn eigen club uit te kunnen breiden. De vrienden willen dit koste wat kost voorkomen, maar het lukt ze niet om het geld op legale wijze bij elkaar te krijgen. 
Dan ontmoet Bertie zijn vader Helmer. Aanvankelijk wil hij niets van hem weten, totdat hij erachter komt dat deze een verleden heeft als kluiskraker. Helmer wil Bertus en zijn vrienden graag helpen. Hij was gestopt met zijn criminele praktijken, maar om Chez Nous te redden beraamt hij een plan om tijdens de Amsterdam Gay Pride een diamanten collier, dat miljoenen waard is, te stelen uit een zwaar bewaakt museum. Peter Jan doet niet mee, de andere vier wel. Gijs maakt een kopie van het collier om het origineel hierdoor te vervangen, zodat de diefstal niet direct wordt opgemerkt. Rachid, die beveiliger is in het museum, doet mee door informatie door te spelen, en op een scherm voor live beelden van de zaal waar de diefstal plaatsvindt, opgenomen beelden af te spelen. Hij is verliefd op zijn collega Ramon en vertelt hem dat, maar die schrikt daarvan en wijst hem af, ook omdat zijn vader, De Beer, er bij is. Later is de verliefdheid toch wederzijds.
Babette wordt ingeschakeld om met avances het pasje van het hoofd beveiliging te stelen en hem af te leiden. Ondertussen laat Helmer Bertus aan een touw zakken vanaf het dak van het museum om het collier om te wisselen. Bertus krijgt het omwisselen niet goed voor elkaar, waarop Helmer hem geïrriteerd voor flikker uitscheldt. Bertus is beledigd en eist van Helmer dat hij hem weer omhoog haalt. Vervolgens gaat Helmer zelf en moet Bertus het touw laten zakken en ophalen. Het lukt om het collier te verwisselen, maar Ramon ziet nog net mensen op het dak en slaat alarm. Zodra hij zich echter realiseert dat Rachid betrokken moet zijn, vertelt hij de politie en zijn leidinggevende dat hij zich vergist moet hebben. Er is immers niets gestolen.
Gijs heeft een bootje geregeld, zodat Helmer en Bertie via de canal parade het gestolen collier kunnen afvoeren. Hij krijgt de motor echter niet aan de praat, en dreigt te laat te komen om Helmer en Bertie op te pikken. Peter Jan ziet het gebeuren en helpt hem uit de brand met zijn eigen boot. 
Wanneer Gijs, Helmer en Bertie al dansend op de boot van Peter Jan ontsnappen, passeert er een politieboot. Peter Jan denkt dat ze gesnapt zijn, duikt het water in met het gestolen collier en verdwijnt met de woorden dat hij alles zal regelen.
De vrienden nemen aan dat ze Helmer en de buit nooit meer terugzien, maar hij komt na een aantal dagen terug met een grote zak geld, precies op de dag van de executieveiling van het café. Ze haasten zich naar de veiling, en bellen Ramon, die met zijn vader op de veiling is, om namens hen tegen De Beer op te bieden zolang zij er nog niet zijn; het lukt hen op de valreep om het pand terug te kopen.

## Rolverdeling

### Stamgasten van Chez Nous
De stamgasten van Chez Nous, het Amsterdamse gaycafé dat gerund wordt door Adje.
- Bertus / Bertie (Alex Klaasen), hoofdpersoon van de film. Beschouwt Adje als zijn vader en zingt graag - gekleed in drag - liedjes van zangeres Anita Meijer. Woont bij Adje achter het café.
- Adje (John Leddy), zorgzame kroegbaas op leeftijd van gaycafé Chez Nous. Heeft zich ooit als een vader over Bertie ontfermd en ontfermt zich nu over Rachid. Heeft echter geen zakelijk inzicht.
- Rachid  (Achmed Akkabi), net uit de kast gekomen en daarom uit huis gezet. Krijgt onderdak bij Adje en Bertie.
- Peter Jan (Frederik Brom), strafpleiter uit een rijke advocatenfamilie. Heimelijk verliefd op Bertie
- Gijs (Thomas Acda), zelfstandig edelsmid en heteroseksueel. Is getrouwd met Hetty en heeft twee kinderen. Woont tegenover het café. Baalt ervan dat zijn eigen bedrijf maar niet van de grond wil komen.
- Babette  (Tina de Bruin), heeft een bovenwoning aan de gracht, is enthousiast, en valt op oudere mannen.
- Felicia (Lady Galore), dragqueen en zangeres in Chez Nous.

### Overig
- Peter Faber als Helmer, de biologische vader van Bertie. Is een meermaals veroordeelde bankrover en overvaller.
- Isa Hoes als Hetty, de vrouw van Gijs. Twijfelt over de geaardheid van haar man.
- Jack Wouterse als De Beer, heeft weinig op met homo’s en wil graag het café van Adje kopen om zijn ernaast gelegen discotheek uit te kunnen bereiden.
- Tobias Nierop als Ramon, de heimelijk homoseksuele zoon van De Beer
- Frans van Deursen als Onno, leidinggevende van de beveiligingsdienst bij het museum
- Pelle Andringa als Pelle
- Urias Boerleider als agent
- Martine de Jager als toeschouwer
- Valentijn van Zomeren als Valentijn
- Anita Meyer als zichzelf